# 1151
Cette page concerne l'année 1151  du calendrier julien.
L'année 1151 est une année commune qui commence un lundi.

## Événements
- 10 janvier : mort à Lagny de Thibaut IV de Blois. Il laisse la Brie et la Champagne à son fils ainé Henri Ier le Libéral, qui devient comte de Troyes (fin en 1181) ; Thibaut V devient comte de Blois et de Chartres[1].

- 27 janvier : traité de Tudilén entre Alphonse VII de Castille, roi de Galice, de Léon et de Castille, et Raimond-Bérenger IV de Barcelone pour partager les zones d'influence et la conquête du sud et du levant. Sanche VI de Navarre reconnait la suzeraineté d’Alphonse VII de Castille sur la Navarre. Le futur Sanche III de Castille épouse sa sœur Blanche de Navarre[2].

- Janvier : Iziaslav II réussit à reprendre possession de Kiev avec l’aide des troupes de Géza II de Hongrie. Il mène avec ses alliés hongrois une guerre contre Vladimirko de Galitch, qui est battu sur la rivière San en 1152[3].

- Avril ou mai : abdication d’Évrard des Barres, qui devient moine à Clairvaux où il finit ses jours en 1174 ou 1176. Bernard de Tramelay lui succède comme quatrième Grand-Maître des Templiers[4].

- 12 juillet : prise de Turbessel, défendue par la comtesse Béatrice d'Édesse[5]. Nur ad-Din, atabek de Damas et Homs, s’assure définitivement la possession d’Édesse et de tout le comté.

- 7 septembre : Henri II Plantagenêt devient comte d’Anjou[6].

- Conquête du Maghreb par les Almohades d’Abd al-Mumin (fin en 1160). Bougie et le royaume Hammadide sont annexés (1152)[7].

- Ala ad-Din Husayn de Ghôr, vainqueur de Bahram Chah rase Ghaznî de fond en comble[8]. Les Ghaznavides s’enfuient en Inde ou les Ghurides les traqueront jusqu’en 1186. Partout, ils s’installent à leur place.

- Manuel Ier Comnène profite de l’intervention de Géza II en Galicie pour lancer une campagne contre la Hongrie (1151-1153)[9]. Il est victorieux à la bataille de Semlin (Zemun) et la place est livrée au pillage[10].

- Géza II de Hongrie rend hommage à l’empereur Conrad III[11]. Pour protéger sa frontière orientale, il attire les colons allemands de Rhénanie, du Luxembourg et de Basse-Saxe en Transylvanie[12]. Il soumet la Serbie à un tribut en 1152.